# Donji Desinec
Donji Desinec – wieś w Chorwacji, w żupanii zagrzebskiej, w mieście Jastrebarsko. W 2011 roku liczyła 799 mieszkańców.